# Forstbauernbach
Der Forstbauernbach ist ein rund 0,7 Kilometer langer, linker Nebenfluss des Alpenbaches in der Steiermark.

## Verlauf
Der Forstbauernbach entsteht im nördlichen Teil der Gemeinde Kainach bei Voitsberg, im Nordosten der Katastralgemeinde Gallmannsegg und nordöstlich der Ortschaften Gallmannsegg und Hadergasse, am nordwestlichen Hang des Lukaskogels, etwa 400 Meter nordöstlich des Wirtshauses Heiligen Wasser und der Filialkirche St. Radegund am heiligen Wasser. Er fließt im Oberlauf in einem flachen Rechtsbogen und im Unterlauf in einem Linksbogen insgesamt nach Westen. Südwestlich der Streusiedlung Forstbauerngraben mündet er in den Alpenbach, der danach nach rechts abbiegt. Auf seinen Lauf nimmt der Forstbauernbach von rechts einen sowie von links drei unbenannte Wasserläufe auf.